# Besleria rosea
Besleria rosea là một loài thực vật có hoa trong họ Tai voi. Loài này được (C.V.Morton) Wiehler mô tả khoa học đầu tiên năm 1979.